# Čičidžima

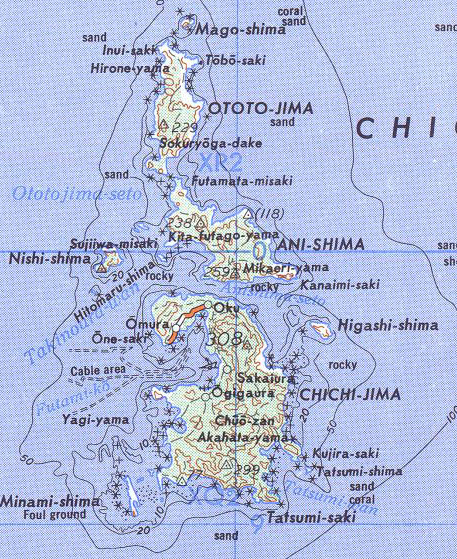
Čičidžima (Chichi-jima), Anidžima (Ani-shima) a Otótodžima (Ototo-jima)

Čičidžima (japonsky 父島, doslova „Otcův ostrov“, historicky anglicky Peel Island) je největší ostrov v japonském souostroví Ogasawara.

## Geografie
Ostrov je hornatý a skalnatý, s členitým pobřežím. Má rozlohu 23,45 km², žije zde kolem 2400 obyvatel. Centrum osídlení leží na západě ostrova u přírodního přístavu Futami-kō (dříve Port Lloyd). Nejvyšším bodem je hora Čūō-zan (japonsky 中央山) s nadmořskou výškou 318 metrů.
Během druhé světové války byly na ostrově umístěny dvě radiové stanice a Čičidžima se tak stala častým cílem amerických leteckých útoků. Při jednom z těchto útoků byl sestřelen mladý George H. W. Bush. Japonské jednotky a další zdroje z Čičidžimy byly použity k posílení obrany ostrova Iwodžima před strategicky důležitou bitvou o Iwodžimu. Ostrov také sloužil jako důležitý uzel japonské radiové komunikace a jako základna pro průzkumné operace ve velké části Tichého oceánu.
Ostrov nebyl nikdy dobyt a kapituloval až společně s celou Japonskou říší. Po válce byli někteří z tamních vysokých důstojníků souzeni, především v souvislosti s Čičidžimským incidentem, za válečné zločiny třídy B.